# Madeleine Östlund
Madeleine Östlund (* 3. Dezember 1992 in Nacka) ist eine schwedische Handballspielerin, die zuletzt für den deutschen Verein SV Union Halle-Neustadt auflief.

## Karriere
Östlund begann das Handballspielen bei Skuru IK. Zwischen 2011 und 2017 spielte Östlund in der Erstligamannschaft von Skuru IK, mit der sie 2013, 2014, 2015 und 2016 schwedischer Vizemeister wurde. Im Jahr 2017 wechselte sie nach Norwegen in die 1. Liga zu Gjerpen IF. 2019 unterschrieb sie dann einen Vertrag für den dänischen Verein Viborg HK, mit dem sie 2021 dänischer Vizemeister wurde. Zu Beginn der Saison 2021/22 wurde sie vom deutschen Erstligisten TuS Metzingen kurzfristig nach Deutschland geholt. Seit der Saison 2022/23 spielt sie für die SV Union Halle-Neustadt. 2024 stieg sie mit Halle-Neustadt in die 2. Bundesliga ab. Im Sommer 2025 verließ sie den Verein.